# Superliga (pallavolo maschile, Albania)
La Superliga, massima divisione del campionato albanese, è una competizione pallavolistica per squadre di club albanesi maschili, organizzata con cadenza annuale dalla FSHV.

## Edizioni
| Dal 1946 al 2013 la competizione è denominata Top Volley Liga |                   |                  |               |
| 1946 Dettagli                                                 | Ylli i Kuq        | -                | -             |
| 1947 Dettagli                                                 | 17 Nëntori        | -                | -             |
| 1948 Dettagli                                                 | 17 Nëntori        | -                | -             |
| 1949 Dettagli                                                 | 17 Nëntori        | -                | -             |
| 1950 Dettagli                                                 | Partizani Tirana  | -                | -             |
| 1951 Dettagli                                                 | Puna Durrës       | -                | -             |
| 1952 Dettagli                                                 | Partizani Tirana  | -                | -             |
| 1953 Dettagli                                                 | Partizani Tirana  | -                | -             |
| 1954 Dettagli                                                 | Partizani Tirana  | -                | -             |
| 1955 Dettagli                                                 | Partizani Tirana  | -                | -             |
| 1956 Dettagli                                                 | Dinamo Tirana     | -                | -             |
| 1957 Dettagli                                                 | 17 Nëntori        | -                | -             |
| 1958 Dettagli                                                 | Partizani Tirana  | -                | -             |
| 1959 Dettagli                                                 | Partizani Tirana  | -                | -             |
| 1960 Dettagli                                                 | Partizani Tirana  | -                | -             |
| 1961 Dettagli                                                 | Partizani Tirana  | -                | -             |
| 1962 Dettagli                                                 | Partizani Tirana  | -                | -             |
| 1963 Dettagli                                                 | Lokomotiva Durrës | -                | -             |
| 1964 Dettagli                                                 | Dinamo Tirana     | -                | -             |
| 1965 Dettagli                                                 | Dinamo Tirana     | -                | -             |
| 1966 Dettagli                                                 | Dinamo Tirana     | -                | -             |
| 1967 Dettagli                                                 | Dinamo Tirana     | -                | -             |
| 1968-69 Dettagli                                              | Dinamo Tirana     | -                | -             |
| 1969-70 Dettagli                                              | Dinamo Tirana     | -                | -             |
| 1970-71 Dettagli                                              | Dinamo Tirana     | -                | -             |
| 1971-72 Dettagli                                              | Dinamo Tirana     | -                | -             |
| 1972-73 Dettagli                                              | Partizani Tirana  | -                | -             |
| 1973-74 Dettagli                                              | Dinamo Tirana     | -                | -             |
| 1974-75 Dettagli                                              | Dinamo Tirana     | -                | -             |
| 1975-76 Dettagli                                              | Partizani Tirana  | -                | -             |
| 1976-77 Dettagli                                              | Dinamo Tirana     | -                | -             |
| 1977-78 Dettagli                                              | Dinamo Tirana     | -                | -             |
| 1978-79 Dettagli                                              | Dinamo Tirana     | -                | -             |
| 1979-80 Dettagli                                              | Dinamo Tirana     | -                | -             |
| 1980-81 Dettagli                                              | Partizani Tirana  | -                | -             |
| 1981-82 Dettagli                                              | Dinamo Tirana     | -                | -             |
| 1982-83 Dettagli                                              | Dinamo Tirana     | -                | -             |
| 1983-84 Dettagli                                              | Dinamo Tirana     | -                | -             |
| 1984-85 Dettagli                                              | Dinamo Tirana     | -                | -             |
| 1985-86 Dettagli                                              | Dinamo Tirana     | -                | -             |
| 1986-87 Dettagli                                              | 17 Nëntori        | -                | -             |
| 1987-88 Dettagli                                              | 17 Nëntori        | -                | -             |
| 1988-89 Dettagli                                              | Dinamo Tirana     | -                | -             |
| 1989-90 Dettagli                                              | Dinamo Tirana     | -                | -             |
| 1990-91 Dettagli                                              | Dinamo Tirana     | -                | -             |
| 1991-92 Dettagli                                              | Tirana            | -                | -             |
| 1992-93 Dettagli                                              | Tirana            | -                | -             |
| 1993-94 Dettagli                                              | Tirana            | -                | -             |
| 1994-95 Dettagli                                              | Studenti Tirana   | -                | -             |
| 1995-96 Dettagli                                              | Dinamo Tirana     | -                | -             |
| 1996-97 Dettagli                                              | Erzeni            | -                | -             |
| 1997-98 Dettagli                                              | Erzeni            | -                | -             |
| 1998-99 Dettagli                                              | Erzeni            | -                | -             |
| 1999-00 Dettagli                                              | Studenti Tirana   | -                | -             |
| 2000-01 Dettagli                                              | Teuta             | -                | -             |
| 2001-02 Dettagli                                              | Studenti Tirana   | -                | -             |
| 2002-03 Dettagli                                              | Studenti Tirana   | -                | -             |
| 2003-04 Dettagli                                              | Studenti Tirana   | -                | -             |
| 2004-05 Dettagli                                              | Studenti Tirana   | -                | -             |
| 2005-06 Dettagli                                              | Dinamo Tirana     | -                | -             |
| 2006-07 Dettagli                                              | Studenti Tirana   | -                | -             |
| 2007-08 Dettagli                                              | Studenti Tirana   | -                | -             |
| 2008-09 Dettagli                                              | Studenti Tirana   | -                | -             |
| 2009-10 Dettagli                                              | Studenti Tirana   | Vllaznia         | Teuta         |
| 2010-11 Dettagli                                              | Teuta             | Studenti Tirana  | -             |
| 2011-12 Dettagli                                              | Studenti Tirana   | Teuta            | -             |
| 2012-13 Dettagli                                              | Teuta             | -                | -             |
| Dal 2013 al 2021 la competizione è denominata Grupi A1        |                   |                  |               |
| 2013-14 Dettagli                                              | Studenti Tirana   | -                | -             |
| 2014-15 Dettagli                                              | Studenti Tirana   | -                | -             |
| 2015-16 Dettagli                                              | Studenti Tirana   | -                | -             |
| 2016-17 Dettagli                                              | Vllaznia          | Studenti Tirana  | -             |
| 2017-18 Dettagli                                              | Erzeni            | Partizani Tirana | -             |
| 2018-19 Dettagli                                              | Partizani Tirana  | Vllaznia         | -             |
| 2019-20 Dettagli                                              | Non assegnata     | Non assegnata    | Non assegnata |
| 2020-21 Dettagli                                              | Partizani Tirana  | Erzeni           | -             |
| Dal 2021 la competizione è denominata Superliga               |                   |                  |               |
| 2021-22 Dettagli                                              | Tirana            | Erzeni           | -             |
| 2022-23 Dettagli                                              | Tirana            | Partizani Tirana | -             |
| 2023-24 Dettagli                                              | Partizani Tirana  | Tirana           | -             |

## Palmarès
| Squadra          | Titolo | Edizione |
| ---------------- | ------ | --- |
| Dinamo Tirana    | 25     | 1956, 1964, 1965, 1966, 1967, 1968-69, 1969-70, 1970-71, 1971-72, 1973-74, 1974-75, 1976-77, 1977-78, 1978-79, 1979-80, 1981-82, 1982-83, 1983-84, 1984-85, 1985-86, 1988-89, 1989-90, 1990-91, 1995-96, 2005-06 |
| Partizani Tirana | 16     | 1950, 1952, 1953, 1954, 1955, 1958, 1959, 1960, 1961, 1962, 1972-73, 1975-76, 1980-81, 2018-19, 2020-21, 2023-24                                                                                                 |
| Studenti Tirana  | 15     | 1994-95, 1999-00, 2001-02, 2002-03, 2003-04, 2004-05, 2006-07, 2007-08, 2008-09, 2009-10, 2011-12, 2012-13, 2013-14, 2014-15, 2015-16                                                                            |
| Tirana           | 11     | 1947, 1948, 1949, 1957, 1986-87, 1987-88, 1991-92, 1992-93, 1993-94, 2021-22, 2022-23 |
| Teuta            | 5      | 1946, 1951, 1963, 2000-01, 2010-11 |
| Erzeni           | 4      | 1996-97, 1997-98, 1998-99, 2017-18 |
| Vllaznia         | 1      | 2016-17 |